# Wimbledon-mesterskabet i damedouble 2019
Wimbledon-mesterskabet i damedouble 2019 var den 97. turnering om Wimbledon-mesterskabet i damedouble. Turneringen var en del af Wimbledon-mesterskaberne 2019, og kampene med deltagelse af 64 par blev spillet i perioden 3. - 14. juli 2019 i All England Lawn Tennis and Croquet Club i London, Storbritannien.
Mesterskabet blev vundet af Hsieh Su-Wei og Barbora Strýcová, som i finalen besejrede Gabriela Dabrowski og Xu Yifan med 6−4, 6−2 på en time og seks minutter, og vinderparret spillede sig igennem turneringen uden sættab, hvilket senest skete i 2009. Dermed vandt Hsieh sin anden Wimbledon-titel i damedouble, idet hun tidligere havde vundet mesterskabet i 2013 med Peng Shuai som makker, og hendes tredje grand slam-titel i karrieren, da hun og Peng også havde vundet French Open-mesterskabet i damedouble. Det var til gengæld Strýcovás første grand slam-titel i hendes karriere. Indtil da havde hendes bedste grand slam-resultater været med semifinaler i damedouble.
Finalen skulle egentlig have været spillet lørdag den 13. juli efter herredoublefinalen, men den blev udsat til dagen efter, fordi herredoubleslutkampen først endte kl 21:00.
Resultaterne medførte, at Barbora Strýcová overtog førstepladsen på WTA's verdensrangliste i double for første gang i sin karriere.
Dette var det første Wimbledon-mesterskab, hvor det afgørende sæt kunne blive afgjort i tiebreak, da arrangørerne havde bestemt, at der skulle spilles tiebreak ved stillingen 12−12 i tredje sæt. Reglen kom dog ikke i brug i damedoublerækken, idet ingen af kampene nåede længere end til 9−7 i afgørende sæt. Det var endvidere det første Wimbledon-mesterskab i damedouble uden en kvalifikationsturnering siden 1946, fordi kvalifikationsturneringerne i doublerækkerne siden sidste mesterskab var blevet afskaffet til fordel for en udvidelse af damesinglekvalifikationen fra 96 til 128 deltagere.

## Pengepræmier og ranglistepoint
Den samlede præmiesum til spillerne i damedouble androg £ 2.292.000 (ekskl. per diem), hvilket var en stigning på 14,2 % i forhold til året før.
| Resultat               | Pengepræmier | Pengepræmier | Ændring ift. 2018 | WTA-point |
| Resultat               | Pr. par      | Total        | Ændring ift. 2018 | WTA-point |
| ---------------------- | ------------ | ------------ | ----------------- | --------- |
| Vindere (1)            | £ 540.000    | £ 540.000    | +20,0 %           | 2.000     |
| Finalister (1)         | £ 270.000    | £ 270.000    | +20,0 %           | 1.300     |
| Semifinalister (2)     | £ 135.000    | £ 270.000    | +20,0 %           | 780       |
| Kvartfinalister (4)    | £ 67.000     | £ 268.000    | +19,6 %           | 430       |
| Tabere i 3. runde (8)  | £ 32.000     | £ 256.000    | +10,3 %           | 240       |
| Tabere i 2. runde (16) | £ 19.000     | £ 304.000    | +7,0 %            | 130       |
| Tabere i 1. runde (32) | £ 12.000     | £ 384.000    | +4,3 %            | 10        |
| Samlet præmiesum       | -            | £ 2.292.000  | +14,2 %           | -         |

## Turnering

### Deltagere
Turneringen havde deltagelse af 64 par, der var fordelt på:
- 57 direkte kvalificerede par i form af deres ranglisteplacering i double.
- 7 par, der har modtaget et wildcard (markeret med WC).

#### Seedede spillere
De 16 bedst placerede af deltagerne på WTA's verdensrangliste pr. 24. juni 2019 blev seedet.
| Seedning | Rang. | Spillere                              | Resultat     |
| -------- | ----- | ------------------------------------- | ------------ |
| 1        | 3     | Tímea Babos Kristina Mladenovic       | Semifinale   |
| 2        | 10    | Barbora Krejčíková Kateřina Siniaková | Semifinale   |
| 3        | 19    | Hsieh Su-Wei Barbora Strýcová         | Mestre       |
| 4        | 20    | Gabriela Dabrowski Xu Yifan           | Finale       |
| 5        | 21    | Samantha Stosur Zhang Shuai           | Anden runde  |
| 6        | 24    | Elise Mertens Aryna Sabalenka         | Kvartfinale  |
| 7        | 27    | Nicole Melichar Květa Peschke         | Kvartfinale  |
| 8        | 30    | Anna-Lena Grönefeld Demi Schuurs      | Kvartfinale  |
| 9        | 36    | Chan Hao-Ching Latisha Chan           | Tredje runde |
| 10       | 40    | Viktorija Azarenka Ashleigh Barty     | Tredje runde |
| 11       | 44    | Lucie Hradecká Andreja Klepač         | Første runde |
| 12       | 54    | Kirsten Flipkens Johanna Larsson      | Anden runde  |
| 13       | 63    | Duan Yingying Zheng Saisai            | Tredje runde |
| 14       | 66    | Veronika Kudermetova Jeļena Ostapenko | Første runde |
| 15       | 78    | Irina-Camelia Begu Monica Niculescu   | Tredje runde |
| 16       | 79    | Raquel Atawo Ljudmyla Kitjenok        | Anden runde  |

#### Wildcards
Fire par modtog et wildcard til turneringen.
| Spillere                   | Resultat     |
| -------------------------- | ------------ |
| Naiktha Bains Naomi Broady | Første runde |
| Freya Christie Katie Swan  | Første runde |
| Harriet Dart Katy Dunne    | Første runde |
| Sarah Beth Grey Eden Silva | Første runde |

### Resultater

#### Kvartfinaler, semifinaler og finale
| Tímea Babos         |
| Kristina Mladenovic |

| Nicole Melichar |
| Květa Peschke   |

| Tímea Babos         |
| Kristina Mladenovic |

| Hsieh Su-Wei     |
| Barbora Strýcová |

| Hsieh Su-Wei     |
| Barbora Strýcová |

| Elise Mertens   |
| Aryna Sabalenka |

| Hsieh Su-Wei     |
| Barbora Strýcová |

| Danielle Collins      |
| Bethanie Mattek-Sands |

| Gabriela Dabrowski |
| Xu Yifan           |

| Gabriela Dabrowski |
| Xu Yifan           |

| Gabriela Dabrowski |
| Xu Yifan           |

| Anna-Lena Grönefeld |
| Demi Schuurs        |

| Barbora Krejčíková |
| Kateřina Siniaková |

| Barbora Krejčíková |
| Kateřina Siniaková |

#### Første, anden og tredje runde
| Tímea Babos         |
| Kristina Mladenovic |

| Jessica Pegula |
| Maria Sanchez  |

| Tímea Babos         |
| Kristina Mladenovic |

| Anastasija Potapova |
| Dajana Jastremska   |

| Jennifer Brady |
| Alison Riske   |

| Jennifer Brady |
| Alison Riske   |

| Tímea Babos         |
| Kristina Mladenovic |

| Sorana Cîrstea     |
| Galina Voskobojeva |

| Alizé Cornet |
| Petra Martić |

| Sarah Beth Grey |
| Eden Silva      |

| Sorana Cîrstea     |
| Galina Voskobojeva |

| Alizé Cornet |
| Petra Martić |

| Alizé Cornet |
| Petra Martić |

| Veronika Kudermetova |
| Jeļena Ostapenko     |

| Kirsten Flipkens |
| Johanna Larsson  |

| Belinda Bencic   |
| Viktória Kužmová |

| Kirsten Flipkens |
| Johanna Larsson  |

| Nadiia Kitjenok |
| Abigail Spears  |

| Nadiia Kitjenok |
| Abigail Spears  |

| Sofia Kenin     |
| Andrea Petkovic |

| Nadiia Kitjenok |
| Abigail Spears  |

| Desirae Krawczyk |
| Giuliana Olmos   |

| Nicole Melichar |
| Květa Peschke   |

| Alexa Guarachi     |
| Sabrina Santamaria |

| Desirae Krawczyk |
| Giuliana Olmos   |

| Irina Bara    |
| Magda Linette |

| Nicole Melichar |
| Květa Peschke   |

| Nicole Melichar |
| Květa Peschke   |

| Hsieh Su-Wei     |
| Barbora Strýcová |

| Mona Barthel |
| Xenia Knoll  |

| Hsieh Su-Wei     |
| Barbora Strýcová |

| Jekaterina Aleksandrova |
| Viktorija Golubic       |

| Jekaterina Aleksandrova |
| Viktorija Golubic       |

| Asia Muhammad   |
| Taylor Townsend |

| Hsieh Su-Wei     |
| Barbora Strýcová |

| Madison Brengle |
| Erin Routliffe  |

| Irina-Camelia Begu |
| Monica Niculescu   |

| Han Xinyun          |
| Oksana Kalasjnikova |

| Han Xinyun          |
| Oksana Kalasjnikova |

| Darja Kasatkina |
| Anett Kontaveit |

| Irina-Camelia Begu |
| Monica Niculescu   |

| Irina-Camelia Begu |
| Monica Niculescu   |

| Chan Hao-Ching |
| Latisha Chan   |

| Harriet Dart |
| Katy Dunne   |

| Chan Hao-Ching |
| Latisha Chan   |

| Freya Christie |
| Katie Swan     |

| Greet Minnen        |
| Alison Van Uytvanck |

| Greet Minnen        |
| Alison Van Uytvanck |

| Chan Hao-Ching |
| Latisha Chan   |

| Shuko Aoyama      |
| Aleksandra Krunić |

| Elise Mertens   |
| Aryna Sabalenka |

| Kaitlyn Christian |
| Dalila Jakupović  |

| Shuko Aoyama      |
| Aleksandra Krunić |

| Natela Dzalamidze |
| Cornelia Lister   |

| Elise Mertens   |
| Aryna Sabalenka |

| Elise Mertens   |
| Aryna Sabalenka |

| Samantha Stosur |
| Zhang Shuai     |

| Margarita Gasparjan |
| Aleksandra Panova   |

| Samantha Stosur |
| Zhang Shuai     |

| Andreea Mitu       |
| Pauline Parmentier |

| Danielle Collins      |
| Bethanie Mattek-Sands |

| Danielle Collins      |
| Bethanie Mattek-Sands |

| Danielle Collins      |
| Bethanie Mattek-Sands |

| Rebecca Peterson |
| Tamara Zidanšek  |

| Viktorija Azarenka |
| Ashleigh Barty     |

| Mihaela Buzărnescu |
| Raluca Olaru       |

| Rebecca Peterson |
| Tamara Zidanšek  |

| Lidzija Marozava |
| Storm Sanders    |

| Viktorija Azarenka |
| Ashleigh Barty     |

| Viktorija Azarenka |
| Ashleigh Barty     |

| Duan Yingying |
| Zheng Saisai  |

| Magdaléna Rybáriková |
| Stefanie Vögele      |

| Duan Yingying |
| Zheng Saisai  |

| Monica Puig   |
| Shelby Rogers |

| Makoto Ninomiya |
| Renata Voráčová |

| Makoto Ninomiya |
| Renata Voráčová |

| Duan Yingying |
| Zheng Saisai  |

| Kateryna Kozlova |
| Arina Rodionova  |

| Gabriela Dabrowski |
| Xu Yifan           |

| Darija Jurak       |
| Katarina Srebotnik |

| Kateryna Kozlova |
| Arina Rodionova  |

| Ons Jabeur    |
| Fanny Stollár |

| Gabriela Dabrowski |
| Xu Yifan           |

| Gabriela Dabrowski |
| Xu Yifan           |

| Anna-Lena Grönefeld |
| Demi Schuurs        |

| Monique Adamczak |
| Ellen Perez      |

| Anna-Lena Grönefeld |
| Demi Schuurs        |

| Vitalija Djatjenko |
| Julija Putintseva  |

| Alicja Rosolska |
| Astra Sharma    |

| Alicja Rosolska |
| Astra Sharma    |

| Anna-Lena Grönefeld |
| Demi Schuurs        |

| Anna Blinkova |
| Wang Yafan    |

| Anna Blinkova |
| Wang Yafan    |

| Nao Hibino |
| Miyu Kato  |

| Anna Blinkova |
| Wang Yafan    |

| Maria Sakkari    |
| Ajla Tomljanović |

| Maria Sakkari    |
| Ajla Tomljanović |

| Lucie Hradecká |
| Andreja Klepač |

| Raquel Atawo      |
| Ljudmyla Kitjenok |

| Mandy Minella  |
| Heather Watson |

| Raquel Atawo      |
| Ljudmyla Kitjenok |

| Peng Shuai    |
| Yang Zhaoxuan |

| Anna-Lena Friedsam |
| Laura Siegemund    |

| Anna-Lena Friedsam |
| Laura Siegemund    |

| Anna-Lena Friedsam |
| Laura Siegemund    |

| Timea Bacsinszky |
| Bernarda Pera    |

| Barbora Krejčíková |
| Kateřina Siniaková |

| Aljaksandra Sasnovitj |
| Lesja Tsurenko        |

| Aljaksandra Sasnovitj |
| Lesja Tsurenko        |

| Naiktha Bains |
| Naomi Broady  |

| Barbora Krejčíková |
| Kateřina Siniaková |

| Barbora Krejčíková |
| Kateřina Siniaková |